# Ciriano
Ciriano (oficialmente Ziriano) es un concejo del municipio de Arrazua-Ubarrundia, en la provincia de Álava. 

## Situación
El pueblo se sitúa 12 km al norte de la ciudad de Vitoria. Se llega a través de la autovía A-240, y tras tomar la salida de Miñano Mayor siguiendo una carretera local que atraviesa el pueblo de Miñano Menor.

## Despoblado
Forma parte del concejo una fracción del despoblado de:
- Guernica (en euskera y oficialmente Gernika).[1]

## Historia
El concejo ha formado históricamente parte de la Hermandad de Ubarrundia y entró como parte de ella en el actual municipio de Arrazua-Ubarrundia.

## Demografía
| Gráfica de evolución demográfica de Ciriano entre 2000 y 2020 |
|                                                               |
| Población de derecho según los censos de población del INE.   |

## Patrimonio
La Iglesia parroquial de San Juan Evangelista es de origen románico, aunque fue restaurada en el siglo XVI.En su interior conserva pinturas murales del siglo XVI realizadas con la técnica de la pinceladura, término con el que se conocía en esa época a la pintura mural al temple. En la actualidad la iglesia presenta un estado de conservación muy deficiente y corre riesgo de desaparecer.

## Fiestas
Sus fiestas se celebran el primer fin de semana de septiembre, aunque son en honor de San Esteban.